# Đỗ Mạnh Đức
Đỗ Mạnh Đức (sinh năm 1963) là một sĩ quan cấp cao trong Quân đội nhân dân Việt Nam, hàm Trung tướng, hiện là Cục trưởng Cục Cán bộ, Tổng cục Chính trị.

## Thân thế và sự nghiệp
Ông quê ở thôn Nhân Nhuế, xã Mỹ Thuận, huyện Mỹ Lộc, tỉnh Nam Định.
Trước đó, từng lần lượt giữ các chức vụ:
- Trưởng ban Cán bộ thuộc Phòng Chính trị, Bộ Chỉ huy quân sự tỉnh Hà Nam.
- Phó Trưởng phòng Cán bộ, Trưởng phòng cán bộ thuộc Cục Chính trị, Quân khu 3.
- Chính ủy Bộ Chỉ huy quân sự tỉnh Ninh Bình.
- Phó Cục trưởng Cục Chính trị Quân khu 3
Năm 2012, bổ nhiệm giữ chức Phó Cục trưởng Cục Cán bộ, Tổng cục Chính trị.
Tháng 10 năm 2014, được bổ nhiệm chức vụ Cục trưởng Cục Cán bộ, Tổng cục Chính trị.. Đồng thời, ông cũng là Ủy viên Kiêm chức ủy ban Kiểm tra Quân ủy Trung ương.

## Gia đình
Cha là: Trung tướng Đỗ Mạnh Đạo, nguyên Phó Tư lệnh Chính trị Quân khu 3

## Lịch sử thụ phong quân hàm
Thiếu tướng (2014), Trung tướng(2018)